# مارگارا
مارگارا (به ارمنی: Մարգարա) یک روستا در ارمنستان است که در استان آرماویر واقع شده‌است. مارگارا در کیلومتری شمال آرماویر، مرکز استان آرماویر واقع شده‌است.

## خصوصیات
مارگارا ۱٬۴۷۷ نفر جمعیت دارد و در ارتفاع متر بالاتر از سطح دریا قرار گرفته‌است.

## جاذبه‌های تاریخی

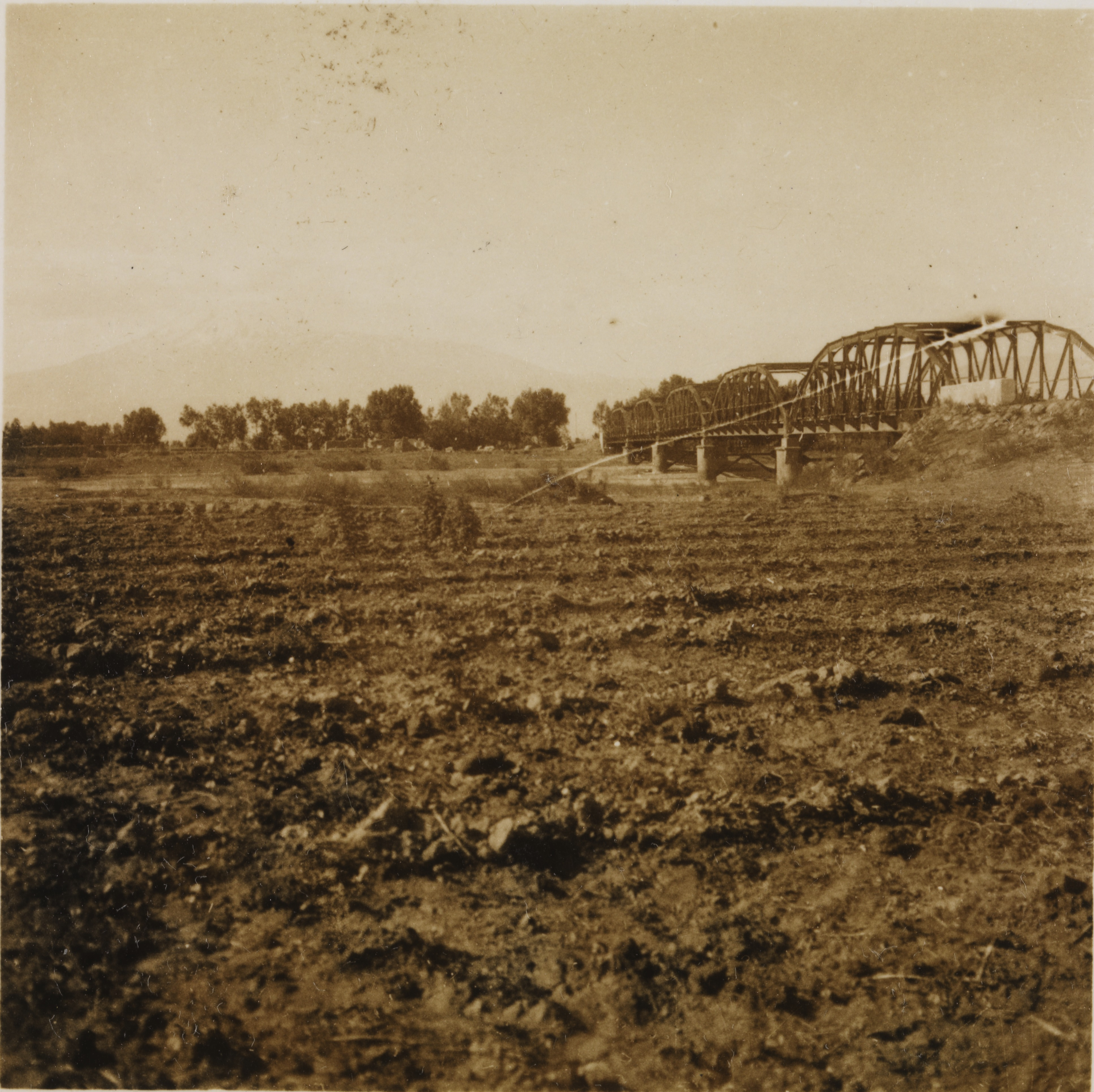
Bridge over Arax at Margara in 1925.